# Jules-Émile Verschaffelt
Jules-Émile Verschaffelt (Ghent, 27 de janeiro de 1870 — Haia, 22 de dezembro de 1955) foi um físico belga.
Trabalhou no laboratório de Heike Kamerlingh Onnes, em Leiden, de 1894 a 1906, e de 1914 a 1923. De 1906 a 1914 trabalhou na Vrije Universiteit Brussel, e de 1923 a 1940 na Universidade de Ghent.
Participou da 2ª, 4ª, 5ª, 6ª, 7ª e 8ª Conferência de Solvay.